# ホセ・アルマンド・サンタクルス
ホセ・アルマンド・サンタクルス（Jose Armando Santa Cruz、1980年8月29日 - ）は、メキシコの元プロボクサー。ミチョアカン州ウエタモ出身。元WBC世界ライト級暫定王者でカリフォルニア州を拠点に活動した。弟は世界4階級制覇王者のレオ・サンタ・クルス。

## 来歴
2000年6月11日プロデビュー(初回KO勝ち)。
その後は2005年4月22日まで、4回戦、6回戦、8回戦、10回戦と幅広く試合を行い、ライト級への体と体力作りに力を入れた。ちなみに2004年7月3日には日本のリングに登場し、後楽園ホールでノエル・パネスコロ(フィリピン)とノンタイトル戦を行い、初回TKOを収めた。
2005年6月10日、シカゴにあるアラゴン・ボールルームにて、エルネスト・ザバラとNABF北米ライト級暫定王座決定戦を行い、4回TKO勝ちを収め王座獲得に成功した。
2005年8月26日、NABF北米ライト級正規王者フェルナンド・テレーロと統一戦をヒューストンにあるD&Iコロニアル・ボールルームで行われ、10回TKO負け。王座から陥落し、正規王座に吸収された。
2006年1月6日、ニューメキシコ州にあるサンタ・アナ・スター・カジノにて、前回敗れたテレーロがNABF北米ライト級王座を返上に伴う王座決定戦をミッチェル・ロザーラと行い、4回TKO勝ちで王座返り咲きを果たした。その後同王座は1度防衛。
2006年5月20日、念願の世界初挑戦。ステイプルズ・センターにて、WBC世界ライト級暫定王座を賭け、稲田千賢と対戦した。当初はシリモンコン・シンワンチャーが登場する予定だったが、急病のため代役として登場。序盤から打ち合って、最後は稲田を血だるまにして6回TKO勝ちを収め王座獲得に成功した。
2006年8月12日、ラスベガスにあるトーマス&マック・センターにて、デビッド・ディアスと初防衛戦を行った。判定では大差でリードを奪っていたが、10回一瞬の隙を突かれて攻め込まれレフェリーストップ。TKO負けを喫し、大逆転で王座から陥落した。
2007年11月10日、ニューヨークにあるマディソン・スクエア・ガーデンにて、元WBA世界スーパーフェザー級王座ホエール・カサマヨールとWBC世界ライト級暫定王座決定戦を行った。1年3か月振りの返り咲きを賭けて初回から積極的に攻めカサマヨールから先制のダウンを奪う。しかし中盤から後半にかけてカサマヨールが攻勢を強めて苦しい展開になった。判定は1-2の僅差判定(114-113、113-114が2者)負け。1点差に泣き王座返り咲きに失敗した。逆にカサマヨールはプロキャリアの中で一番苦戦を強いられた一戦になった。
2008年9月20日、プロ入り後初の母国凱旋試合。エドウィン・バレロへの挑戦権を賭けて、アントニオ・ピタルアとモンテレイにあるアリーナ・コリシオ・モンテレイで行われ、4回6回とダウンを奪われ、6回KO負けを喫し、バレロに挑戦する権利を逃した。
2010年7月16日、2階級上げてウェルター級に転向し、元世界ウェルター級3団体統一王座ザブ・ジュダーと対戦した。序盤からジュダーのスピードに攪乱されて、積極的に攻めるも攻められず3回ダウンを奪われると最後は追撃されてレフェリーストップ。TKO負けを喫し、ウェルター級上位ランカー入りを逃し現役を引退した。
引退後は弟のレオ・サンタ・クルスのトレーナーを務めている。

## 獲得タイトル
- NABF北米ライト級暫定王座
- NABF北米ライト級王座
- WBC世界ライト級暫定王座（防衛0）